# 402 v. Chr.
Portal Geschichte | Portal Biografien | Aktuelle Ereignisse | Jahreskalender | Tagesartikel

◄ |
6. Jahrhundert v. Chr. |
5. Jahrhundert v. Chr. |
4. Jahrhundert v. Chr. |
►

◄ | 420er v. Chr. | 410er v. Chr. | 400er v. Chr. | 390er v. Chr. |
380er v. Chr. |
►

◄◄ | ◄ | 405 v. Chr. | 404 v. Chr. | 403 v. Chr. | 402 v. Chr. |
401 v. Chr. |
400 v. Chr. |
399 v. Chr. |
► |
►►

## Ereignisse

### Wissenschaft und Technik
- In seinem zweiten Regierungsjahr (403 bis 402 v. Chr.) lässt der achämenidische König Artaxerxes II. den Zusatzmonat Addaru II schalten, der am 14. März[1] beginnt.
- Im babylonischen Kalender fällt der Jahresbeginn des 1. Nisannu auf den 12.–13. April[1]; der Vollmond im Nisannu auf den 26.–27. April[1] und der 1. Tašritu auf den 6.–7. Oktober[1].[2]

## Geboren
- 402 oder 401 v. Chr.: Phokion, athenischer Feldherr und Politiker